# Виктория (Молдова)
Виктория (рум. Victoria) — село в Леовском районе Молдавии. Наряду с селом Сэрэтень входит в состав коммуны Сэрэтень.

## География
Село расположено на высоте 124 метров над уровнем моря.

## История
До 1965 г. носило название Валя Жданулуй.

## Население
По данным переписи населения 2004 года, в селе Виктория проживает 146 человек (80 мужчин, 66 женщин).
Этнический состав села:
| Национальность | Число жителей | Процентный состав |
| -------------- | ------------- | ----------------- |
| молдаване      | 146           | 100.0             |
| Всего          | 146           | 100 %             |